# Districte de Raška
El Districte de Raška (en serbi: Рашки округ/Raški okrug) és un districte de Sèrbia que s'estén pels territoris del sud-oest del país. Té una població de 309.258 habitants, i el seu centre administratiu és Kraljevo, a la vora del riu Ibar.

## Municipis
El districte està format pels municipis de:
- Kraljevo
- Vrnjačka Banja
- Raška
- Novi Pazar
- Tutin

## Demografia
Segons el cens de 2011, el districte de Raška té una població de 309.258 habitants, el 53,2% dels quals viuen en àrees urbanes. La composició ètnica del districte és la següent:
| Grup ètnic   | Població |
| ------------ | -------- |
| Serbis       | 188.208  |
| Bosníacs     | 105.488  |
| Musulmans    | 5.255    |
| Gitanos      | 2,435    |
| Montenegrins | 740      |
| Goranis      | 334      |
| Macedonis    | 289      |
| Albanesos    | 267      |
| Croats       | 215      |
| Iugoslaus    | 214      |
| Altres       | 5.813    |
| Total        | 309,258  |

## Cultura
Als afores de Kraljevo s'hi troba el monestir de Žiča. Aquest centre espiritual de l'estat medieval serbi es va construir al voltant de l'any 1220, i va esdevenir el centre de l'arquepiscopat serbi de nova creació.
El monestir de Studenica es va construir a finals del segle xii, com a llegat d'Esteve Nemanja, que el va dotar de múltiples icones i llibres. Després de convertir-se en monjo i abandonat Sèrbia per anar al monestir de Khilandar (al mont Atos, a Grècia), el seu fill gran, Stefan Prvovencani, va ocupar el seu lloc ocupant-se del monestir. A prop de Novi Pazar s'hi troba el monestir de Sopoćani, construït per Stefan Uros I, el fill de Stefan Prvovencani. El valor d'aquest monestir es troba sobretot en els seus frescos, considerats un dels millors exemples de la pintura medieval europea.
Nota: Tot el material oficial editat pel Govern de Sèrbia és públic per llei. La informació s'ha extret de srbija.gov.rs.